# N-Dubz
N-Dubz ist eine britische Hip-Hop-Gruppe aus London.

## Bandgeschichte
Das Trio besteht aus Dino Contostavlos, seiner Cousine Tula Paulinea und Richard Rawson. Dinos Vater Byron war in den 70er Jahren Bassist von Mungo Jerry und managte sie in den Anfangsjahren. Die drei Mitglieder gingen gemeinsam auf eine Schule in Camden Town und begannen damals schon mit gemeinsamen Auftritten. Zuerst nannten sie sich Lickle Rinsers Crew und übernahmen diesen Namen für ihr eigenes Label LRC, unter dem sie Singles wie Bad Man Riddim, Life Is Getting Sicker by the Day, You Better Not Waste My Time und I Swear veröffentlichten. Über englische Piratensender und den Satellitensender Channel U erlangten sie größere Bekanntheit und wurden mit den beiden letztgenannten Titeln 2006 auch in den erweiterten UK-Charts gelistet, welche als meistverkaufte Single der jeweiligen Monate in die Charts einstiegen.
Im folgenden Jahr hatten sie dann mit Feva Las Vegas ihren ersten offiziellen Charthit. Daraufhin begannen sich größere Labels für sie zu interessieren und mit der Wiederveröffentlichung von Better Not Waste My Time bei Polydor kamen sie erstmals unter die UK Top 40. Bei den MOBO Awards (Black-Music-Preis) wurden sie 2007 als Newcomer des Jahres ausgezeichnet.
2008 schlossen sie sich dem Label All Around the World an und produzierten ihr Debütalbum Uncle B. Es stieg auf Platz 11 der Albumcharts ein.
Auf der Tour zum Album war im April 2009 trat der Grime-Musiker Tinchy Stryder im Vorprogramm auf. Gemeinsam brachten sie noch im selben Monat die Single Number 1 heraus, die ihnen eine gemeinsame Nummer-eins-Platzierung bescherte.

## Diskografie

### Studioalben
| Jahr | Titel            | Höchstplatzierung, Gesamtwochen, AuszeichnungChartsChartplatzierungen (Jahr, Titel, Platzierungen, Wochen, Auszeichnungen, Anmerkungen) | Anmerkungen                             |
| Jahr | Titel            | UK | Anmerkungen                             |
| ---- | ---------------- | --- | --------------------------------------- |
| 2008 | Uncle B          | UK11 ×2Doppelplatin · (52 Wo.)UK | Erstveröffentlichung: 17. November 2008 |
| 2009 | Against All Odds | UK6 Platin · (35 Wo.)UK | Erstveröffentlichung: 13. November 2009 |
| 2010 | Love.Live.Life   | UK7 Platin · (16 Wo.)UK | Erstveröffentlichung: 29. November 2010 |
| 2023 | Timeless         | UK6 (2 Wo.)UK | Erstveröffentlichung: 4. August 2023    |

### Kompilationen
| Jahr | Titel         | Höchstplatzierung, Gesamtwochen, AuszeichnungChartsChartplatzierungen (Jahr, Titel, Platzierungen, Wochen, Auszeichnungen, Anmerkungen) | Anmerkungen                             |
| Jahr | Titel         | UK | Anmerkungen                             |
| ---- | ------------- | --- | --------------------------------------- |
| 2011 | Greatest Hits | UK10 Platin · (13 Wo.)UK | Erstveröffentlichung: 28. November 2011 |

### Singles
| Jahr | Titel Album                          | Höchstplatzierung, Gesamtwochen, AuszeichnungChartsChartplatzierungen (Jahr, Titel, Album, Platzierungen, Wochen, Auszeichnungen, Anmerkungen) | Anmerkungen                        |
| Jahr | Titel Album                          | UK | Anmerkungen                        |
| ---- | ------------------------------------ | --- | ---------------------------------- |
| 2006 | I Swear Uncle B                      | UK91 Silber · (1 Wo.)UK |                                    |
| 2007 | You Better Not Waste My Time Uncle B | UK26 (7 Wo.)UK |                                    |
| 2007 | Feva Las Vegas Uncle B               | UK57 (3 Wo.)UK |                                    |
| 2008 | Ouch Uncle B                         | UK22 Gold · (12 Wo.)UK |                                    |
| 2008 | Papa Can You Hear Me? Uncle B        | UK19 Silber · (13 Wo.)UK |                                    |
| 2008 | Strong Again Uncle B                 | UK24 Silber · (24 Wo.)UK |                                    |
| 2009 | Number 1 Catch 22                    | UK1 ×2Doppelplatin · (38 Wo.)UK | mit Tinchy Stryder                 |
| 2009 | Wouldn’t You Uncle B                 | UK64 (8 Wo.)UK |                                    |
| 2009 | Lose My Life I Am Chipmunk           | UK77 (1 Wo.)UK | mit Chipmunk                       |
| 2009 | I Need You Against All Odds          | UK5 Gold · (12 Wo.)UK |                                    |
| 2009 | Playing with Fire Against All Odds   | UK14 Platin · (25 Wo.)UK | feat. Mr Hudson                    |
| 2010 | Say It’s Over Against All Odds       | UK20 Silber · (11 Wo.)UK |                                    |
| 2010 | We Dance On Love.Live.Life           | UK6 Silber · (12 Wo.)UK | feat. Bodyrox                      |
| 2010 | Best Behaviour Love.Live.Life        | UK10 Silber · (11 Wo.)UK |                                    |
| 2010 | Girls Love.Live.Life                 | UK18 Gold · (9 Wo.)UK |                                    |
| 2010 | So Alive Doin’ It Again              | UK99 (1 Wo.)UK | mit Skepta                         |
| 2011 | Stuttering –                         | UK36 (2 Wo.)UK | mit Loick Essien                   |
| 2011 | Morning Star Love.Live.Life          | UK52 (5 Wo.)UK |                                    |
| 2022 | Charmer –                            | UK32 (4 Wo.)UK | Erstveröffentlichung: 19. Mai 2022 |